# Liste der Biografien/Beckh
Liste der Biografien |
Portal Biografien |
Personensuche
# |
A |
B |
C |
D |
E |
F |
G |
H |
I |
J |
K |
L |
M |
N |
O |
P |
Q |
R |
S |
T |
U |
V |
W |
X |
Y |
Z |
?
 
Ba |
Be |
Bd |
Bg |
Bh |
Bi |
Bj |
Bl |
Bm |
Bn |
Bo |
Br |
Bs |
Bu |
Bw |
By |
Bz
 
Bea–Beb |
Bec |
Bed |
Bee |
Bef |
Beg |
Beh |
Bei |
Bej |
Bek |
Bel |
Bem |
Ben |
Beo |
Bep |
Beq |
Ber |
Bes |
Bet |
Beu |
Bev |
Bew |
Bex |
Bey |
Bez
 
Beca |
Becc |
Bece |
Bech |
Beci |
Beck |
Becl |
Becm |
Becn |
Beco |
Becq |
Becr |
Becs |
Bect |
Becu |
Becv |
Becz
 
Becka |
Beckb |
Becke |
Beckf |
Beckh |
Becki |
Beckj |
Beckl |
Beckm |
Beckn |
Becko |
Beckr |
Becks |
Becku |
Beckw |
Beckx |
Becky
Die Liste der Biografien führt alle Personen auf, die in der deutschsprachigen Wikipedia einen Artikel haben. Dieses ist eine Teilliste mit 41 Einträgen von Personen, deren Namen mit den Buchstaben „Beckh“ beginnt.

## Beckh
- Beckh, Albert von (1870–1958), deutscher Generalmajor und SS-Gruppenführer
- Beckh, August von (1809–1899), deutscher Eisenbahningenieur
- Beckh, Friedrich (1843–1927), deutscher Agrarier und Politiker (Konservative Partei)
- Beckh, Hermann (1832–1908), deutscher Jurist und Politiker, MdR
- Beckh, Hermann (1875–1937), deutscher Orientalist und Anthroposoph
- Beckh, Hermann Friedrich (1806–1886), deutscher Jurist und Politiker
- Beckh, Johann Joseph, deutscher Dichter und Dramatiker
- Beckh, Karl (1770–1860), deutscher Politiker
- Beckh, Melchior Leopold von († 1693), kaiserlicher General und Inhaber des Infanterie-Regiments No. 59
- Beckh, Rudolf (1804–1886), württembergischer Landtagsabgeordneter
- Beckh, Rudolph (1860–1919), Münchner Polizeipräsident
- Beckh, Wilhelm (1836–1921), deutscher Mediziner und Schriftsteller
- Beckh-Widmannstetter, Leopold von (1841–1903), österreichischer Offizier und Historiker
- Beckh-Widmanstätten, Alois von (1754–1849), österreichischer Naturwissenschaftler

### Beckha
- Beckham, Andrew, US-amerikanischer Schauspieler und Synchronsprecher
- Beckham, Bob (1927–2013), US-amerikanischer Country-Sänger
- Beckham, David (* 1975), englischer FußballspielerDavid Beckham (* 1975)

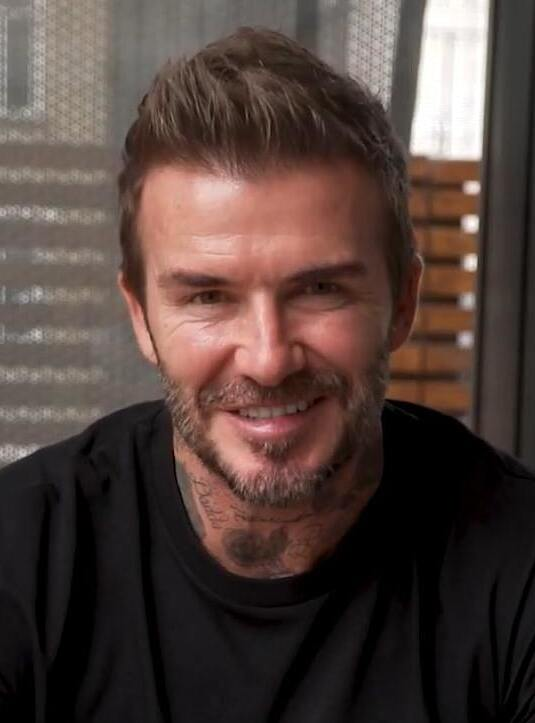
David Beckham (* 1975)

- Beckham, J. C. W. (1869–1940), US-amerikanischer Politiker und Gouverneur von Kentucky (1900–1907)
- Beckham, Madison (* 2000), US-amerikanische Tennisspielerin
- Beckham, Odell Jr. (* 1992), US-amerikanischer American-Football-Spieler
- Beckham, Romeo (* 2002), englischer Fußballspieler
- Beckham, Victoria (* 1974), britische Sängerin, Songwriterin und DesignerinVictoria Beckham (* 1974)

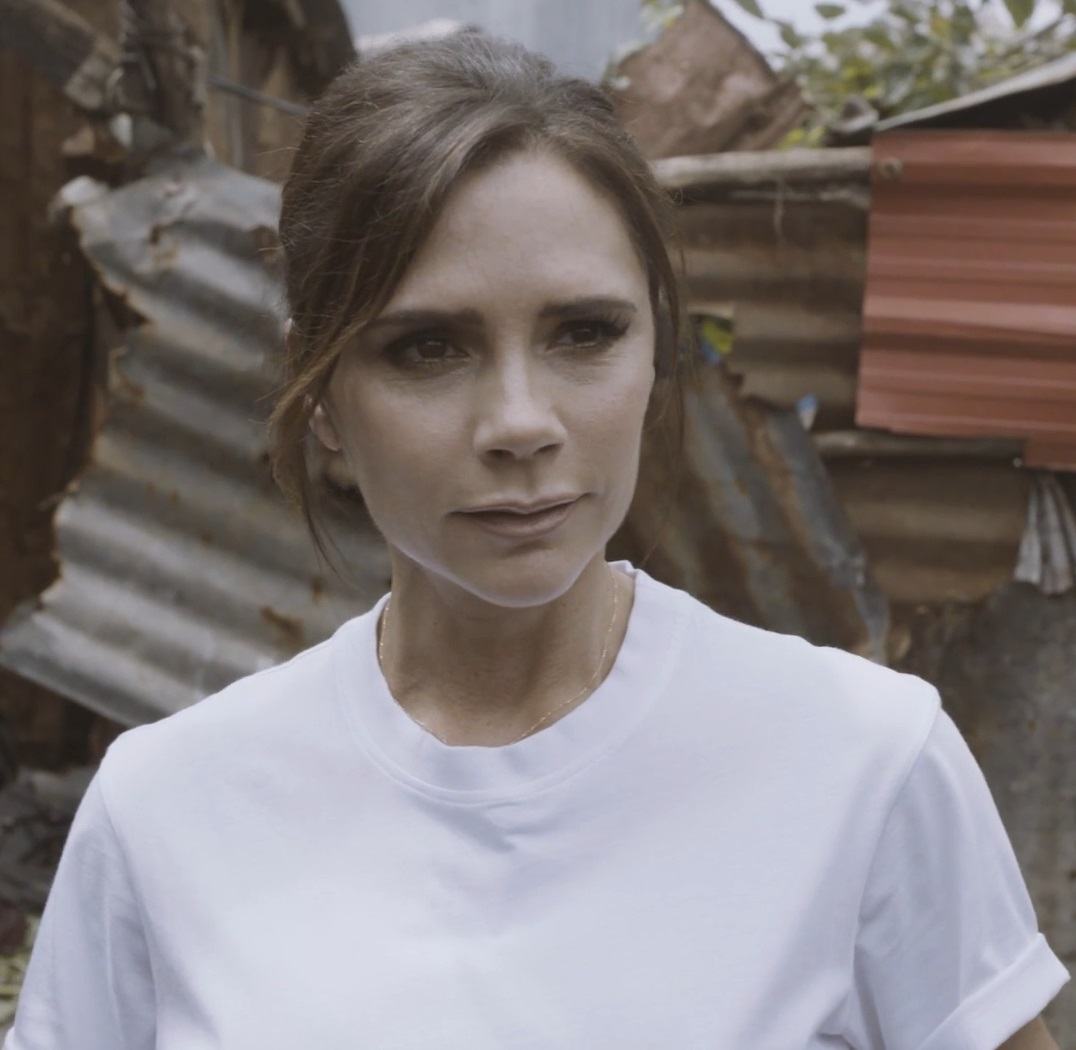
Victoria Beckham (* 1974)

- Beckhardt, Fritz (1889–1962), deutscher Jagdflieger jüdischer Herkunft im Ersten Weltkrieg
- Beckhardt, Lorenz S. (* 1961), deutscher Journalist und Autor
- Beckhaus, August (1877–1945), deutscher Regierungsbeamter und Politiker
- Beckhaus, Friedrich G. (* 1927), deutscher Schauspieler
- Beckhaus, Konrad (1821–1890), deutscher evangelischer Theologe, Botaniker, Mykologe und Lepidopterologe
- Beckhaus, Ludwig (1887–1957), deutscher Verwaltungsjurist, Landrat in Preußen
- Beckhaus, Ludwig Friedrich Franz (1853–1936), deutscher Jurist, Landrat und Vizepräsident des Rechnungshofs des Deutschen Reiches
- Beckhaus, Moritz Johann Heinrich (1768–1845), deutscher reformierter Theologe und Hochschullehrer
- Beckhaus, Regina (* 1992), deutsch-amerikanische Synchronsprecherin und Schauspielerin
- Beckhaus, Rüdiger (* 1955), deutscher Chemiker

### Beckhe
- Beckher der Jüngere, Daniel (1627–1670), deutscher Mediziner
- Beckher, Daniel Christoph (1658–1691), deutscher Mediziner
- Beckher, Daniel der Ältere (1594–1655), deutscher Mediziner
- Beckher, Wilhelm Heinrich (1694–1768), deutscher lutherischer Theologe

### Beckho
- Beckhof, Johann Georg (1661–1747), deutscher Jurist
- Beckhoff, Henning (* 1991), deutscher Filmregisseur und Drehbuchautor
- Beckhoff, Phil (* 2000), deutscher Fußballspieler
- Beckhoff, Walter (1648–1727), deutscher Politiker und Senator von Hamburg (1698–1727)

### Beckhu
- Beckhusen, Bernd (* 1940), deutscher Motorbootsportler